# Phagnalon
Genre
Phagnalon est un genre de plantes à fleurs de la famille des Asteraceae, comprenant une trentaine d'espèces de l'Ancien monde.

## Répartition
Ce genre est réparti sur tous les pays de la région méditerranéenne et du Moyen-Orient, à l'est jusque dans l'Himalaya. Son aire de répartition se limite à l'ouest au Portugal, au nord à la France métropolitaine, au sud à l'Éthiopie, à l'est au Tibet.

## Description

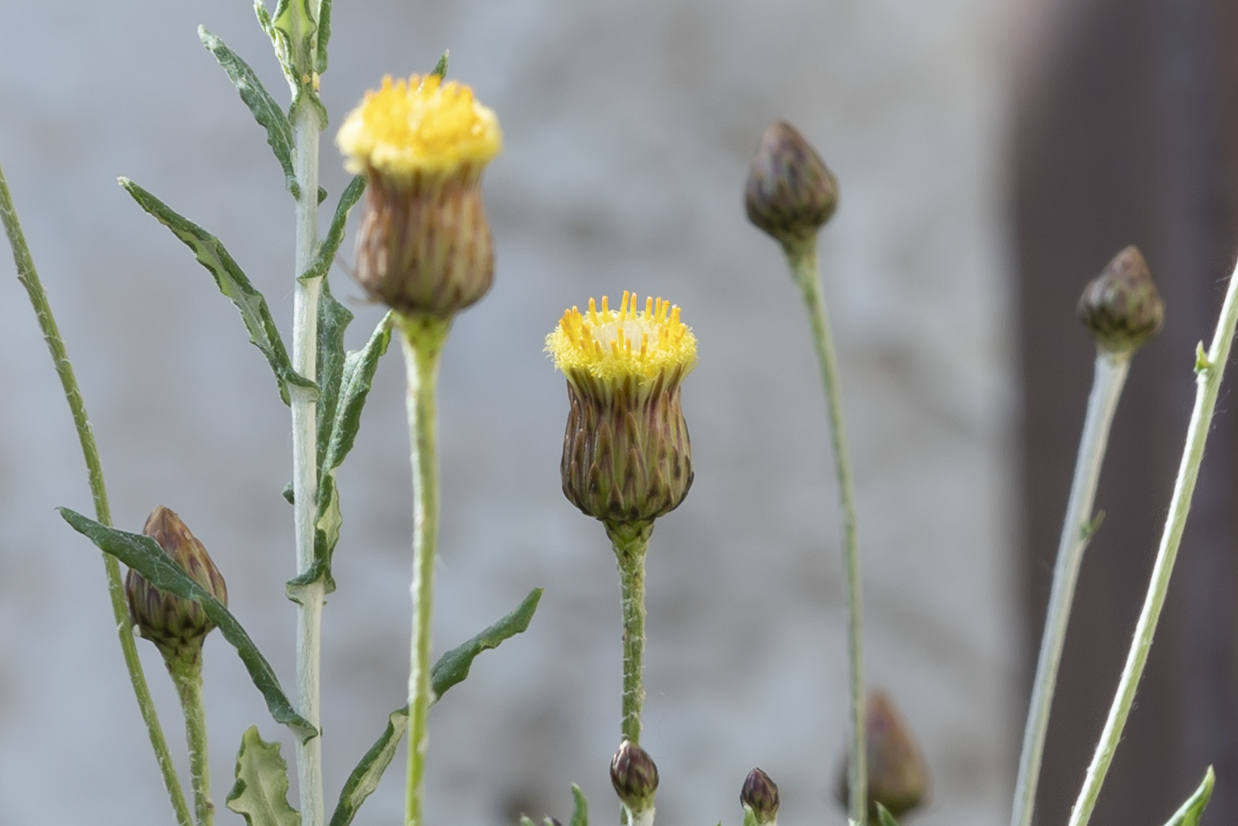
Fleurs de Phagnalon graecum.

Ce sont des plantes herbacées ou parfois des sous-arbrisseaux, vivaces. Les tiges présentent des fibres dans le phloème, sans cambium péricyclique ni canaux résinifères. Les feuilles sont généralement sessiles, peu poilues, à marge souvent dentée, révolue.
Les inflorescences sont en capitules solitaires ou peu nombreux, hétérogames, disciformes. Les phyllaires sont généralement cartilagineux mais souvent dotés d'une partie apicale papuleuse, en plusieurs rangs, plus nombreux que les fleurs du disque. Les fleurons sont discoïdes bisexués ; la corolle est jaune ; les lobes de la corolle sont dressés, les nervures atteignant l'apex des lobes. Les anthères sont écalcaires, sans queue ; le tissu endothélial est polarisé ; les appendices apicaux sont plats, aussi larges que les thèques. Les branches du style sont obtuses, dorsalement avec des poils de balayage obtus n'atteignant pas la furcation. La surface stigmatique est séparée à la base mais apicalement confluente.

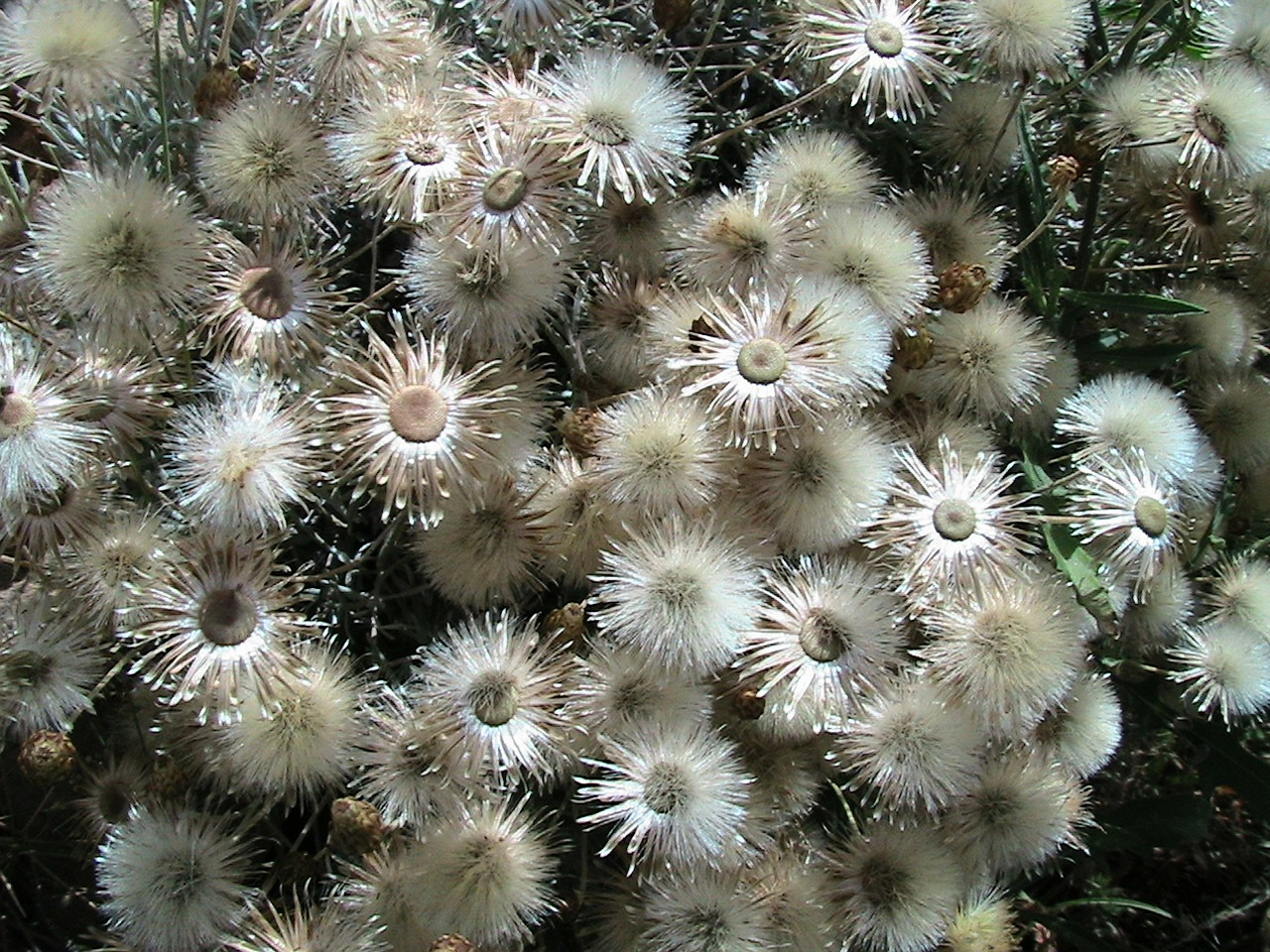
Pappus de Phagnalon rupestre.

Les fruits sont des akènes avec deux ou trois faisceaux vasculaires, peu poilus avec des poils jumeaux allongés, non myxogènes ; l'épiderme est lisse. Le pappus est constitué de poils capillaires coniques à la base, barbelés, disposés sur une rangée ; les cellules apicales sont aiguës.

## Systématique
Ce genre est décrit en 1819 par le botaniste français Alexandre Henri Gabriel de Cassini, qui le place alors dans le famille des Synanthereae, la tribu des Inuleae et la section des Gnaphalieae. L'espèce type est Phagnalon saxatile, décrite avant lui par le naturaliste suédois Carl von Linné, dans le genre Conyza.
Gnaphalon Lowe est synonyme de Phagnalon.

## Liste des espèces
Selon Plants of the World online (POWO) (14 février 2022) :
- Phagnalon abyssinicum Sch.Bip. ex Hochst.
- Phagnalon acuminatum Boiss.
- Phagnalon barbeyanum Asch. & Schweinf.
- Phagnalon bicolor Ball
- Phagnalon ×burnatii Briq. & Cavill.
- Phagnalon calycinum DC.
- Phagnalon darvazicum Krasch.
- Phagnalon garamantum Maire
- Phagnalon graecum Boiss. & Heldr.
- Phagnalon harazianum Deflers
- Phagnalon ×hybridum Albert
- Phagnalon kotschyi Sch.Bip. ex Boiss.
- Phagnalon lavranosii Qaiser & Lack
- Phagnalon linifolium Post
- Phagnalon melanoleucum Webb
- Phagnalon murbeckii Faure
- Phagnalon nitidum Fresen.
- Phagnalon niveum Edgew.
- Phagnalon persicum Boiss.
- Phagnalon phagnaloides (A.Rich.) Cufod.
- Phagnalon pomelii Faure
- Phagnalon purpurascens Sch.Bip.
- Phagnalon pycnophyllon Rech.f.
- Phagnalon pygmaeum (Sieber) Greuter
- Phagnalon quartinianum A.Rich.
- Phagnalon rechingeri Lack & Qaiser
- Phagnalon retecta Qaiser & Lack
- Phagnalon rupestre (L.) DC.
- Phagnalon saxatile (L.) Cass.
- Phagnalon schweinfurthii Sch.Bip. ex Schweinf.
- Phagnalon sinaicum Bornm. & Kneuck.
- Phagnalon sordidum (L.) Rchb.
- Phagnalon stenolepis Chiov.
- Phagnalon telonense Jord. & Fourr.
- Phagnalon umbelliforme DC.
- Phagnalon woodii Qaiser & Lack
- Phagnalon yerrimense Qaiser & Lack